# Галимов, Искандер Галимзянович
Искандер (Искандар) Галимзянович Галимов (тат. Искәндәр Галимҗан улы Галимов; род. 6 июня 1950, Казань, Татарская АССР, РСФСР, СССР) — советский и российский деятель органов внутренних дел. Начальник Управления внутренних дел города Казань с мая 1988 по июнь 1993. Министр внутренних дел по Республике Татарстан с июня 1993 по 10 июня 1998. Начальник Департамента уголовного розыска МВД России с 10 июля 2008 по 31 августа 2010. Генерал-полковник милиции (2009). Кандидат юридических наук (1998).

## Биография
Родился 6 июня 1950 в Казани.
В 1967 окончил казанскую среднюю школу. С 1967 по 1968 работал токарем Казанского медико-инструментального завода. С 1968 по 1970 проходил срочную службу в рядах Советской армии. После демобилизации с 1970 по 1971 работал оператором треста «Татсельхозмонтаж».
С 1971 в органах внутренних дел. В 1973 окончил Елабужскую специальную среднюю школу милиции МВД СССР. В 1980 окончил Академию МВД СССР. В 1998 защитил диссертацию на соискание учёной степени кандидата юридических наук на тему «Проблемы борьбы с организованной преступностью: По материалам Республики Татарстан».
С 1973 по 1976 — инспектор уголовного розыска Московского районного отдела внутренних дел города Казани, с 1976 по 1977 — инспектор уголовного розыска Бауманского района Казани. С 1977 по 1982 — инспектор, старший инспектор уголовного розыска по особо важным делам, начальник отделения уголовного розыска по тяжким преступления МВД Татарской АССР.
С 1982 по 1984 — начальник уголовного розыска — заместитель начальника Управления внутренних дел города Набережные Челны. 
С 1984 по май 1988 — начальник Управления внутренних дел города Набережные Челны. 
С мая 1988 по июнь 1993 — начальник Управления внутренних дел города Казань. 
С июня 1993 по 10 июня 1998 — министр внутренних дел по Республике Татарстан.
Указом Президента Российской Федерации в 1995 присвоено специальное звание «генерал-лейтенант милиции».
С 1998 по май 2002 — в центральном аппарате Министерства внутренних дел Российской Федерации — заместитель начальника Главного управления по борьбе с экономическими преступлениями МВД России.
С мая 2002 по август 2005 — начальник Главной информационно-архивной службы МВД России (затем реорганизована в Главный информационный центр).
С августа 2005 — помощник министра внутренних дел Российской Федерации. Неоднократно направлялся в продолжительные командировки в регионы со сложной оперативной обстановкой и в зону боевых действий на Северном Кавказе — в Чеченскую Республику и Республику Дагестан. С марта по декабрь 2001 являлся первым заместителем командующего Временной оперативной группировкой войск МВД России на Северном Кавказе, участвовал во Второй чеченской войне.
С июля 2006 по 10 июля 2008 — исполняющий обязанности начальника Департамента уголовного розыска МВД России.
С 10 июля 2008 по 31 августа 2010 — начальник Департамента уголовного розыска МВД России. 
Указом Президента Российской Федерации от 22 февраля 2009 присвоено специальное звание «генерал-полковник милиции».
Живёт в Москве. По собственным словам (2015), «в настоящее время я работаю в серьёзной компании заместителем председателя правления по безопасности». С октября 2013 года — член Общественного совета при Главном управлении МВД России по городу Москве. Вице-президент Международной полицейской ассоциации Московского региона.
Занимает пост заместителя председателя правления, руководитель департамента безопасности крупнейшей в России алкогольной компании Novabev Group (до 2023 года — Beluga Group).

## Награды
Государственные
- Орден Мужества
- Орден Дружбы
- Орден Почёта
- Медаль «За отличную службу по охране общественного порядка»
- Заслуженный сотрудник органов внутренних дел Российской Федерации (2008)

Ведомственные
- Именное оружие — пистолет Макарова

Региональные
- Медаль «За доблестный труд» (4 июня 2010, Татарстан)[7]

Иные
- Мастер спорта СССР по самбо